# Meioneta punctata
Meioneta punctata là một loài nhện trong họ Linyphiidae.
Loài này thuộc chi Meioneta. Meioneta punctata được Jörg Wunderlich miêu tả năm 1995.